# جزيرة رومانغ

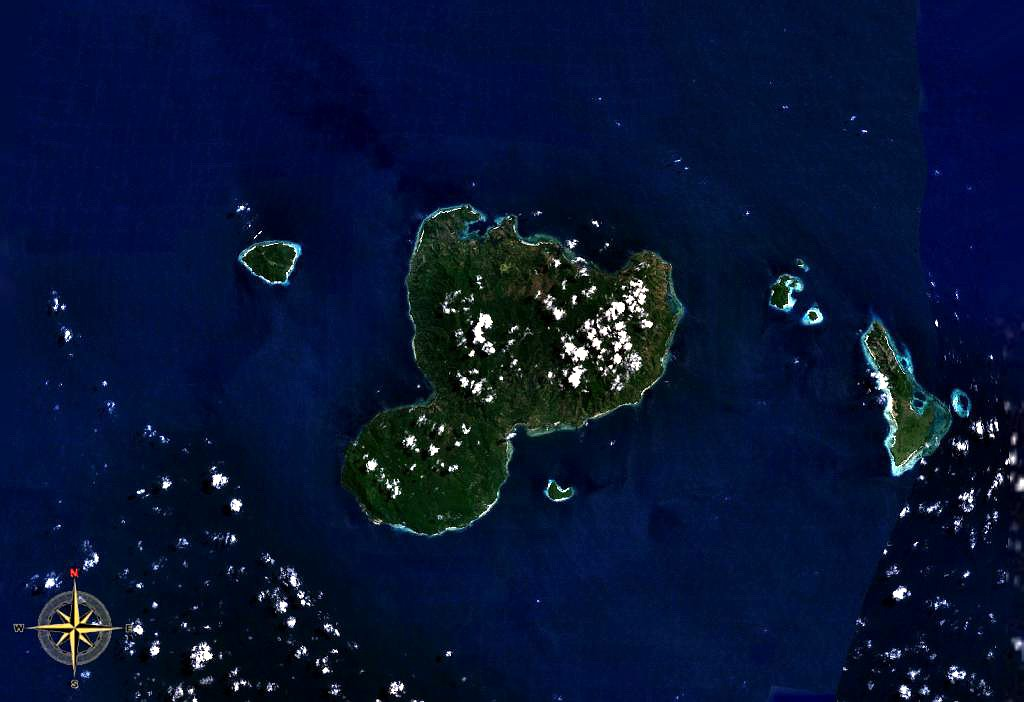
صورة جوية لجزيرة رومانغ

جزيرة رومانغ هي إحدى جزر بارا دايات الإندونيسية، وتتبع مقاطعة مالوكو، وتقع شرق جزيرة ويتار.
لغة رومانغ هي المستخدمة في الجزيرة، خصوصاً في قرية جيرسوسو.